# مرالخا د ماتاکابراس
مرالخا د ماتاکابراس دهستانی در استان آبیلای اسپانیا است.
در این دهستان ۷۰ نفر زندگی می‌کنند. مساحت این دهستان ۱۴٫۷۸ کیلومتر مربع است.